# 502

## Догађаји
- Рат са Сасанидском Персијом: Цар Анастасије I одбија да плати део трошкова одбране Кавкаских капија, кроз које су номадска племена долазила ради напада на Персијско и Византијско царство. Краљ Кавад I упада у Јерменију и заузима Теодосиопољ.
- Зима – Краљ Кавад I опседа тврђаву-град Амида (модерна Турска). Браниоци, иако без подршке византијских трупа, одбијају персијске нападе три месеца пре него што су коначно потучени.
- 29. март – Краљ Гундобад издаје нови правни законик (Лек Бургундионум) у Лиону, којим Гало-Римљани и Бургунди подлежу истим законима.
- Бугари пустоше Тракију. Полуномадски народ, апсорбовао је преживеле Хуне и није наишао на противљење византијских снага.
- Династију Лианг је основао Сјао Јан, који је марширао на Ђианканг (касније Нањинг). Цар Хе Ди, стар 14 година, је осуђен на смрт. Јужна династија Ки се завршава и Ву Ди постаје владар династије Лианг.
- Храм Нанхуа, који се налази југоисточно од Шаогуана, основао је индијски монах Зхиао Санзанг. Храм се простире на површини од 42,5 хектара (105 хектара) и састоји се од скупа историјских будистичких зграда.
- Персијски филозоф Маздак проглашава приватну својину извором сваког зла.
- Кинеска књига песама је готова. Текст је једна од Двадесет четири историје, традиционалне збирке историјских записа током Јужне и Северне династије.
- Цезарије постаје епископ Арла. Његово епископско седиште, близу ушћа реке Роне и близу Марсеја, задржава свој древни значај у друштвеном и трговачком животу Галије четрдесет година.
- 23. октобар – Сабор у Палмири, који је сазвао готски краљ Теодорик Велики, ослобађа папу Симаха свих оптужби, чиме је окончан раскол са антипапом Лаврентијем.